# Bataille de Sarrebruck
Guerre franco-prussienne de 1870
Batailles
- Chronologie de la guerre franco-prussienne de 1870
- Sarrebruck (08-1870)
- Wissembourg (08-1870)
- Forbach-Spicheren (08-1870)
- Wœrth (08-1870)
- Bitche (08-1870)
- Phalsbourg (08-1870)
- Borny-Colombey (08-1870)
- Strasbourg (08-1870)
- Mars-la-Tour (08-1870)
- Toul (08-1870)
- Gravelotte (08-1870)
- Metz (08-1870)
- Nouart (08-1870)
- Beaumont (08-1870)
- Noisseville (08-1870)
- Sedan (08-1870)
- Montmédy (09-1870)
- Soissons (09-1870)
- Siège de Paris et chronologie du siège (09-1870)
- Nompatelize (10-1870)
- Bellevue (10-1870)
- Châtillon (10-1870
- Châteaudun (10-1870)
- Buzenval (10-1870)
- Bourget (10-1870)
- Dijon (10-1870)
- Belfort (11-1870)
- La Fère (11-1870)
- Langres (11-1870)
- Bouvet et Meteor (navale) (11-1870)
- Coulmiers (11-1870)
- Thionville (11-1870)
- Châtillon-sur-Seine (11-1870)
- Villers-Bretonneux (11-1870)
- Beaune-la-Rolande (11-1870)
- Champigny (11-1870)
- Orléans (12-1870)
- Loigny (12-1870)
- Châteauneuf (12-1870)
- Beaugency (12-1870)
- Longeau (12-1870)
- l’Hallue (12-1870)
- Siège de Péronne (1871)
- Bapaume (01-1871)
- Villersexel (01-1871)
- Le Mans (01-1871)
- Héricourt (01-1871)
- Saint-Quentin (01-1871)
- Buzenval (01-1871)

La bataille de Sarrebruck est une bataille entre la France et l'Allemagne qui a eu lieu le 2 août 1870 au cours de la guerre franco-prussienne de 1870. La bataille de Sarrebruck fut gagnée par la France, meme si la guerre fut gagnée par l'Allemagne.
elle fut par la suite parodiée par le poète Arthur Rimbaud dans le deuxième volet de ses cahiers de Douai

« Dès la fin de juillet l’inaction de l’armée commençait à inquiéter et à irriter les esprits en France. On sentait instinctivement tout ce qu’il y avait de fâcheux et de grave dans cette perte de temps. Pour donner une satisfaction à l’opinion publique, l’Empereur jugea nécessaire de faire une démonstration. Le 2 août, il donna l’ordre d’attaquer Sarrebruck, où le général Frossard ne rencontra que trois bataillons et trois escadrons des uhlans qui refusèrent le combat et se replièrent avec la précision et le sang-froid de troupes rompues à toutes les circonstances de la guerre. »

— Léo Armagnac, Quinze Jours de campagne, chap. II

## Préliminaires

### Positions et intentions allemandes
À la fin de juillet, la Ire armée, groupée en avant de Trèves, avait des avant-postes jusqu'en Sarre et occupait la place de Sarrelouis avec deux bataillons et un escadron et la ville de Sarrebruck avec un bataillon et trois escadrons.
Le chef d'état-major général de Moltke, sachant ses trois armées prêtes à entrer en action, fixa au 4 août le début de l'offensive allemande sur le territoire français.

### Positions et intentions françaises
L'Empereur, commandant en chef de l'armée du Rhin, ne sachant rien des mouvements de l'armée prussienne, décida de tenter une reconnaissance offensive et chargea le maréchal Bazaine de l'exécuter.
Le 31 juillet, à Morsbach, un conseil de guerre fixa les détail de l'opération : le 2e corps du général Frossard marcherait sur Sarrebruck, soutenu par une division du 3e corps (Bazaine) qui se dirigerait sur Wehrden (de), et une division du 5e (de Failly) se porterait en avant de Sarreguemines pour opérer une diversion. Cette reconnaissance était fixée au 2 août.

### Mise en place
Le 1er août, la 1re division (Vergé) vint camper à l'ouest de Forbach. Le général Frossard attendait toujours son équipage de ponts pour franchir la Sarre. Dans la matinée du 2 août, il commence son mouvement, la 2e division (Bataille) en première ligne, soutenue en arrière à droite par la brigade Micheler (3e division) et à gauche par la brigade Valazé (1re division) ; les deux autres brigades de ces divisions restaient en réserve dans leurs camps. Une batterie de 12 était établie sur chaque aile.
À Sarrebruck, sous les ordres du lieutenant-colonel de Pestel, étaient stationnés un bataillon d'infanterie et trois escadrons de uhlans avec, en soutien, deux autres bataillons, un escadron de hussards et une batterie légère. En face de forces trop supérieures, ces troupes avaient ordre de se replier.
Sarrebruck est située dans la vallée encaissée de la Sarre, bordée par de nombreuses collines et terrasses. Au nord de la ville (Quartier de St-Jean, sur la rive droite) débute une longue série de collines de moyenne altitude, et au sud, la ville est limitée par la forêt de St. Arnual (objectif de la brigade Bastoul) et ses massifs de grès. À l’ouest s'étend le terrain de manœuvre (Exercierplatz), que doit attaquer de front la brigade Pouget.

## Déroulement du combat
L'alarme ayant été donnée par les patrouilles prussiennes, trois compagnies se positionnent sur l'Exercierplatz et deux bataillons se rapprochent de Saint-Jean. Après une heure de fusillade, aussi inefficace d'un côté comme de l'autre, les Prussiens voient la brigade Rastoul débouchant de St-Arnual et se retirent par le pont de Sarrebruck, protégés par les quatre pièces de leur batterie légère. En présence de l'Empereur et du Prince Impérial, le 23e RI entre donc sur le territoire ennemi et occupe Sarrebruck jusqu'au 5 août.
Le général de Gneisenau, voyant les hauteurs occupées par les troupes françaises, se replia prudemment et le 3 août rallia ses différents corps au bivouac de Hilsbach.

## Conséquences
Pertes au combat :
|           | PRUSSIENS | PRUSSIENS | PRUSSIENS | FRANÇAIS | FRANÇAIS | FRANÇAIS |
| --------- | --------- | --------- | --------- | -------- | -------- | -------- |
|           | Tués      | Blessés   | Disparus  | Tués     | Blessés  | Disparus |
| Officiers |           | 4         |           | 2        | 4        |          |
| Troupes   | 8         | 64        | 7         | 9        | 71       |          |
| Totaux    | 8         | 68        | 7         | 11       | 75       |          |

Le combat de Sarrebruck permit aux deux partis en présence de publier des communiqués triomphants : « défense opiniâtre d'une quinzaine de jours » pour les journaux allemands et « offensive victorieuse » pour le ministère Ollivier.
Sarrebruck occupé, le général Frossard ne poursuivit pas les troupes prussiennes pour en connaître les positions ; les ponts et le télégraphe ne furent pas coupés.

« Le 2e corps allait, quatre jours plus tard, avoir à enregistrer le désastre de Spicheren. La reconnaissance offensive de Sarrebruck ne répondait donc à aucune idée nette, elle n'avait rien appris, ne servait à rien, et si peu qu'elle coûtat, c'était encore payer trop cher le néant de cette entreprise avortée. »